# Southwest Division (NBA)
Southwest Division este una dintre cele trei divizii din Conferința de Vest a National Basketball Association (NBA). Divizia este situată în sudul central al Statelor Unite și este formată din cinci echipe: Dallas Mavericks, Houston Rockets, Memphis Grizzlies, New Orleans Pelicans și San Antonio Spurs. Trei dintre echipe, Mavericks, Rockets și Spurs, își au sediul în Texas.
Compusă din unele dintre cele mai competitive echipe istorice din Conferința de Vest a NBA, divizia a fost creată la începutul sezonului 2004-2005, când liga s-a extins de la 29 la 30 de echipe cu adăugarea echipei Charlotte Bobcats. Liga s-a realiniat în trei divizii în fiecare conferință. Southwest Division a început cu cinci membri inaugurali, Mavericks, Rockets, Grizzlies, Hornets (acum Pelicans) și Spurs. [1] Mavericks, Rockets, Grizzlies și Spurs s-au alăturat din Midwest Division, acum dispărută, în timp ce Pelicans s-au alăturat din Central Division.
Spurs au fost echipa dominantă încă din sezonul inaugural al diviziei, câștigând cele mai multe titluri (9) din Southwest Division. Rockets au câștigat patru titluri, Mavericks au câștigat două, iar Pelicans au câștigat un titlu. Grizzlies nu au câștigat niciodată titlul în Southwest Division. Patru echipe campioane ale NBA provin din această divizie. Spurs a câștigat campionatul NBA în 2005, 2007 și 2014, în timp ce Mavericks a câștigat în 2011. În sezonul 2007-2008, toate cele patru echipe care s-au calificat în playoff au obținut fiecare peste 50 de victorii. Cea mai recentă campioană a diviziei este Houston Rockets.

## Echipe
| Echipă | Oraș                             | An           | Din              |
| Echipă | Oraș                             | S-a alăturat | S-a alăturat     |
| --- | -------------------------------- | ------------ | ---------------- |
| Dallas Mavericks | Dallas                           | 2004-2005    | Midwest Division |
| Houston Rockets | Houston                          | 2004-2005    | Midwest Division |
| Memphis Grizzlies | Memphis, Tennessee               | 2004-2005    | Midwest Division |
| New Orleans Pelicans (2013–prezent) New Orleans Hornets (2002–2005, 2007–2013) New Orleans/Oklahoma City Hornets (2005–2007)[a] | New Orleans and Oklahoma City[a] | 2004-2005    | Central Division |
| San Antonio Spurs | San Antonio, Texas               | 2004-2005    | Midwest Division |

## Campioanele diviziei
| ^ | A avut sau a egalat cel mai bun palmares în sezonul regulat pentru acel sezon |

| Sezon        | Echipă              | Palmares      | Rezultat play-off                     |
| ------------ | ------------------- | ------------- | ------------------------------------- |
| 2004-2005    | San Antonio Spurs   | 59–23 (72,0%) | A câștigat Finala NBA                 |
| 2005-2006    | San Antonio Spurs   | 63–19 (76,8%) | Învinsă în Semifinalele pe conferințe |
| 2006-2007    | Dallas Mavericks^   | 67–15 (81,7%) | Învinsă în Primul tur                 |
| 2007-2008    | New Orleans Hornets | 56–26 (68,3%) | Învinsă în Semifinalele pe conferințe |
| 2008-2009    | San Antonio Spurs   | 54–28 (65,9%) | Învinsă în Primul tur                 |
| 2009-2010    | Dallas Mavericks    | 55–27 (67,1%) | Învinsă în Primul tur                 |
| 2010-2011    | San Antonio Spurs   | 61–21 (74,4%) | Învinsă în Primul tur                 |
| 2011-2012[b] | San Antonio Spurs^  | 50–16 (75,8%) | Învinsă în Finala pe conferință       |
| 2012-2013    | San Antonio Spurs   | 58–24 (70,7%) | Învinsă în Finala NBA                 |
| 2013-2014    | San Antonio Spurs^  | 62–20 (75,6%) | A câștigat Finala NBA                 |
| 2014-2015    | Houston Rockets     | 56–26 (68,3%) | Învinsă în Finala pe conferință       |
| 2015-2016    | San Antonio Spurs   | 67–15 (81,7%) | Învinsă în Semifinalele pe conferințe |
| 2016-2017    | San Antonio Spurs   | 61–21 (74,4%) | Învinsă în Finala pe conferință       |
| 2017-2018    | Houston Rockets^    | 65–17 (79,3%) | Învinsă în Finala pe conferință       |
| 2018-2019[c] | Houston Rockets     | 53–29 (79,3%) | Învinsă în Semifinalele pe conferințe |
| 2019-2020    | Houston Rockets     | 53–29 (79,3%) | Învinsă în Semifinalele pe conferințe |